# Berissa
Berissa (łac. Diœcesis Berissenus) – stolica historycznej diecezji w Cesarstwie Bizantyńskim (prowincja Armenia I), współcześnie w Turcji. Pierwszym wzmiankowanym biskupem jest Maxentius (V w.). Od XIX w. katolickie biskupstwo tytularne, wakujące od 1966.

## Biskupi tytularni
| Lp. | Biskup                   | Od                   | Do                   |
| --- | ------------------------ | -------------------- | -------------------- |
| 1   | André-Pierre Borgniet SJ | 24 maja 1959         | 31 lipca 1862        |
| 2   | Luis Tola y Avilés       | 1 października 1863  | 6 marca 1871         |
| 3   | Miguel Moisés Aráoz      | 27 października 1871 | 12 sierpnia 1883     |
| 4   | Kazimierz Ruszkiewicz    | 24 marca 1884        | 2 listopada 1917     |
| 5   | Raymond de La Porte      | 30 listopada 1917    | 9 czerwca 1926       |
| 6   | Karol Radoński           | 8 kwietnia 1927      | 5 kwietnia 1929      |
| 7   | Giovanni Jeremich        | 31 maja 1929         | 23 października 1948 |
| 8   | Herman Tillemans MSC     | 25 czerwca 1950      | 15 listopada 1966    |